# Rauma (Schiff)
Die Rauma war ein norwegisches Minensuchboot, das von der deutschen Kriegsmarine erbeutet und unter dem Namen Kamerun von 1940 bis 1945 als Sicherungsschiff und Minenleger eingesetzt wurde.

## Bau und Technische Daten
Mit der heraufziehenden Kriegsgefahr begann die norwegische Marine, ihre Minenkriegskapazitäten zu verstärken. Dazu wurden sechs ihrer älteren Kanonenboote 2. Klasse zu Minenlegern und Minenräumbooten umgebaut, aber es wurden auch zwei neue Minensuchboote bei Nylands mekaniske verksted in Oslo in Auftrag gegeben. Beide Schiffe, die Rauma und die Otra, wurden noch vor der deutschen Invasion Norwegens fertig und in Dienst gestellt.
Die Rauma, benannt nach dem Fluss Rauma, lief am 26. September 1939, sechs Wochen nach ihrem Schwesterschiff, vom Stapel und wurde im Januar 1940 in Dienst gestellt. Sie war 52,1 m lang (51,0 m in der Wasserlinie) und 7,05 m breit, hatte 1,90 m Tiefgang, und verdrängte 355 Tonnen. Der Antrieb bestand aus zwei 900-PS-Dreifachexpansions-Dampfmaschinen und zwei Schrauben. Die Höchstgeschwindigkeit betrug 15 Knoten, die Reichweite 1400 Seemeilen bei 9 Knoten Marschgeschwindigkeit. Das Schiff war mit einer 7,6-cm-L/28-Bofors-Kanone und zwei MG des Typs Madsen bewaffnet. Die Besatzung zählte 25 Mann.

## Unternehmen Weserübung
Die beiden in Horten stationierten Minensucher Otra und Rauma sollten am 9. April 1940 drei angeblich von der Royal Navy kurz zuvor an der norwegischen Westküste gelegte Minenfelder beseitigen. Bevor sie jedoch zu diesem Unternehmen auslaufen konnten, wurde der Anmarsch fremder Kriegsschiffe gemeldet. Die Otra wurde zur Erkundung ausgeschickt und meldete um 4:10 Uhr, dass es sich um deutsche Schiffe handelte. Da ihr der Rückmarsch nach Horten durch die deutsche Kriegsschiffgruppe 5 mit dem Schweren Kreuzer Blücher versperrt war, ankerte sie im etwa 20 km weiter nördlichen Filtvet, wo sie am folgenden Tage von dem Torpedoboot Möwe erbeutet und dann von der Kriegsmarine mit dem Namen Togo in Dienst gestellt wurde.
Die Rauma lag noch in Horten, als die deutschen Torpedoboote Kondor und Albatros, die Minenräumboote R 17 und R 21 und das Walfangboot Rau 7 um 4:35 Uhr in den Hafen einliefen, um die dortige Marinebasis zu besetzen. Die Rauma und der Minenleger Olav Tryggvason setzten sich energisch zur Wehr.  Das Minenräumboot R 17 wurde dabei versenkt, und die Albatros wurde beschädigt und zum Rückzug gezwungen. Dem Räumboot R 21 gelang es jedoch, seine Infanterietruppen im Hafen an Land zu setzen, bevor es selbst nach mehreren Treffern auf Grund lief. Im Gefecht mit den norwegischen Schiffen erzielte R 21 mehrere Treffer auf der Rauma, die das Schiff erheblich beschädigten und den Kommandanten und einen Matrosen töteten. Wenige Stunden später, um 7:35 Uhr, kapitulierten die norwegischen Streitkräfte in Horten, nachdem die Invasoren mit der Bombardierung von Hafen und Stadt gedroht hatten.

## Kriegsmarine
Damit fielen die Rauma und die Olav Tryggvason in deutsche Hand. Die Olav Tryggvason wurde schon am 12. April 1940 unter dem Namen Albatros in die Kriegsmarine übernommen, dann aber am 16. Mai 1940 in Brummer umbenannt.  Die Rauma wurde repariert und am 18. April 1940 unter dem neuen Namen Kamerun (taktische Nummer NO 01) von der Kriegsmarine in Dienst gestellt. Ihre Bewaffnung bestand nunmehr aus zwei 7,6-cm-Kanonen, zwei 2-cm-Flak und zwei MG. Sie wurde zunächst als Vorpostenboot in der Hafenschutzflottille Oslo eingesetzt, dann aber zum Minenleger umgerüstet. Sie war nun mit zwei 7,5-cm-SK-C/34-Schnellfeuergeschützen und zwei 2-cm-Flak 30 bewaffnet und konnte bis zu 60 Minen aufnehmen. Die Kamerun diente die gesamten restlichen Kriegsjahre in Norwegen. Zum Zeitpunkt der deutschen Kapitulation gehörte sie zur D-Gruppe der Hafenschutzflottille Oslofjord in Horten.

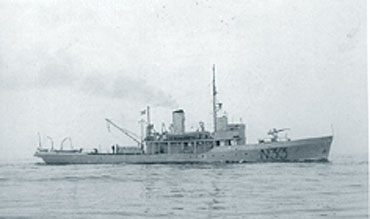
Die Rauma um 1947

## Nachkriegsjahre
Sie wurde von den Alliierten dem Deutschen Minenräumdienst zugeteilt und diente in der KMA-Räumflottille Kristiansand. 1947 wurde sie an die norwegische Marine zurückgegeben und von dieser wieder in Dienst gestellt (Kennung N 33). 1949 wurde sie zum Minenlegerschulschiff umgebaut.
Am 21. August 1959 wurde das Schiff in Horten außer Dienst gestellt und aufgelegt. Im April 1962 wurde es zum Abwracken verkauft und danach verschrottet.